# Atractus zebrinus
Atractus zebrinus — вид змій родини полозових (Colubridae). Ендемік Бразилії.

## Поширення і екологія
Atractus zebrinus мешкають в прибережних районах на південному сході Бразилії, в штатах Сан-Паулу, Парана, Мінас-Жерайс і Еспіриту-Санту. Вони живуть у вологих атлантичних лісах.